# Javier Moreno Carnero
Javier Moreno Carnero (nacido en Argentina en 1975) es un Gran Maestro Internacional de ajedrez nacionalizado español. Es el número 16 de España, en la lista FIDE de julio de 2010, con un ELO de 2519 puntos. 
Desde el año 2006 y hasta la fecha (2010) desempeña el cargo de capitán del equipo olímpico femenino de ajedrez y es entrenador de élite de la Federación Española de Ajedrez.
En la actualidad (2010) dirige una sección llamada "Rincón del entrenador de ajedrez" en la revista española "Peón de Rey".
En el 2010 la Federación Internacional de Ajedrez le concedió el máximo título de entrenador de ajedrez:

## Resultados
Fue subcampeón de España en dos ocasiones, el año 2000 por detrás del maestro internacional Ángel Martín González y en el año 2004 por detrás del gran maestro Miguel Illescas Córdoba.
Participó representando a España en dos Olimpíadas de ajedrez de 2000 en Estambul y 2004 en Calviá con España B y en un Campeonato de Europa de ajedrez por equipos en 2001 en León con España B.

## Idiomas
Javier Moreno Carnero, es director de una Escuela y Librería especializada en el idioma chino llamada Aprende Chino Hoy.

## Libros
Javier Moreno Carnero es el coautor junto a Julen Arizmendi Martínez del libro: " Juegue la Najdorf" publicado por la editorial española "La Casa del Ajedrez". El libro ofrece un repertorio para jugar con negras de la más popular variante de la defensa Siciliana.